# Spilosoma adelphus
Spilosoma adelphus är en fjärilsart som beskrevs av Rothschild 1920. Spilosoma adelphus ingår i släktet Spilosoma och familjen björnspinnare. Inga underarter finns listade i Catalogue of Life.